# Mírov (hrad)
Mírov je hrad, který se nalézá na skalnatém ostrohu nad stejnojmennou obcí Mírov 5 km severozápadně od Mohelnice. Své jméno dala obec s hradem i lesnaté vrchovině (Mírovská), jíž je obklopena, a která je podcelkem Zábřežské vrchoviny. Hrad dnes slouží jako věznice. Od roku 1964 je chráněn jako kulturní památka.

## Historie

### Vznik
Hrad Mírov patřící k nejstarším[zdroj?] na Moravě byl vybudován nejpozději v letech 1258–1266 a původně asi vznikl jako biskupský lovecký hrad, kdy jej olomoučtí biskupové používali jako sídlo při lovech nebo jako útočiště před morem a válkami. Některé prameny kladou dobu vzniku na počátek 13. století s odůvodněním na české jméno hradu. Jiné z pramenů pak jako zakladatele uvádí olomouckého biskupa Bruna ze Schauenburku (1245–1281). První nesporná zpráva o hradu pochází z roku 1266, kdy již byl v držení olomouckého biskupství.

### Hrad do husitských válek
Jeho význam a důležitost podstatně vzrostl po roce 1320, kdy správa rozsáhlých biskupských majetků v tomto regionu přešla z Mohelnice na Mírov. Tehdy bylo započato s rozsáhlou přestavbou a podstatným rozšířením. Ta skončila někdy kolem roku 1350 a tehdy je Mírov uváděn na předním místě mezi biskupskými hrady. Kromě mírovského byly biskupské statky rozděleny na drobná manství a jejich držitelé byli povinováni službou na mírovském hradě, z nichž někteří na hradě přímo bydleli a nazývali se purkmani. Dle biskupského seznamu manů z roku 1317 patřily k panství (kromě Mohelnice a městečka Mírov) vsi Slavoňov, Svojanov, Javoří, Křižanov, Krchleby, Kladky, Křemačov, Lupěné, Lukavice, Maletín, Ráječek, Skalička a Zvole, v nichž byla manství. Z těchto hradních manů později vzešly některé známé šlechtické rody – Ráječtí z Mírova, páni ze Zvole aj.
Biskup Mikuláš z Rýzmburka (1388–1397) bydlel na hradě v době bojů mezi markrabaty Joštem a Prokopem v letech 1390–1391. V té době zde byli vězněni biskupští manové Víšek z Komárovic a Václav z Voděrad pro odboj proti manskému soudu. Rovněž zde byl v téže době popraven purkrabí hradu Bohuš z Řepové pro podezření ze spolčení s biskupskými nepřáteli – stoupencem markraběte Prokopa Pročkem z Kunštátu a na Bouzově.
V roce 1400 se zde ukrýval olomoucký biskup Jan XI. Mráz (1397–1403). Zdejší hradní posádka velmi účinně pomáhala mohelnickému oddílu Zikmundova uherského vojska. Za biskupa Václava Králíka z Buřenic (1412–1416) byl Mírov zastaven. Jeho nástupce Jan XII. Železný (1416–1430) jej vyplatil a dal opravit a zpevnit hradby, takže se stal centrem obrany biskupských statků za husitských válek.

### Husitská doba
V roce 1424 byl neúspěšně obléhán husity. Na pomoc biskupským vojskům přitáhl vévoda rakouský Albrecht II. Habsburský a s pomocí mírovské posádky pustošili okolní statky husitských přívrženců, zejména sousední zábřežské panství. Na podzim téhož roku přitáhla na severní Moravu husitská vojska pod vedením Diviše Bořka z Miletínka, Jana Hvězdy z Vícemilic a Mikuláše Sokola z Lamberka. Dobyli a vyplenili Mohelnici, avšak při obléhání Mírova chráněného mohutnými hradbami narazily na rozhodný odpor, a proto od dalšího obléhání upustili. Hrad byl jen částečně poškozen dělostřelbou.

### Hrad do třicetileté války
Biskup Pavel z Miličína (1434–1450) hrad s ohledem na tíživou finanční situaci po husitských válkách opět zastavil. Již před rokem 1445 jej však vyplatil zpět a svěřil do správy svému bratru Oldřichovi z Miličína. Ten zde však dlouho nepobyl, neboť v roce 1448 jej biskup Pavel svěřil do ochrany mocnému českému šlechtici Jaroslavu ze Šelmberka spolu s Mohelnicí a panstvím Svitavy. Kolem roku 1450 se zradou zmocnil hradu Mírov Zdeněk ze Švábenic a na Konici a s olomouckou kapitulou pak jednal o jeho vydání. Přispěním krále Jiřího z Poděbrad načas rozbroje utichly.
Biskup Johann XIV. Haz (1450–1454) na hradě v té době hostil františkánského kazatele Jana z Míšně. Po Házově smrti zastavil administrátor olomouckého biskupství Dominik hrad Mírov Mikuláši a Hynkovi Bystřicovým z Ojnic a ti jej v roce 1455 vyměnili s Vilémem z Miličína za Modřice u Brna. Po vypuknutí válek mezi Jiřím z Poděbrad a Jednotou zelenohorskou v roce 1467, jichž se účastnil i Matyáš Korvín, se Mírov stal opět středem válečných bojů.
Biskup Protáz z Boskovic (1458–1482) získal Mírov zpět od tehdejších zástavních držitelů pánů ze Zvole mj. Matyášových stoupenců. Hradní posádka byla účastna na drobných válkách s držiteli okolních panství - stoupenci Jiřího z Poděbrad. Jednou z nich byla bitva u Zvole dne 1. října 1468, v níž se střetlo vojsko Matyáše Korvína vedené Francem z Háje s vojskem Jiříkovým pod velením Zdeňka Kostky z Postupic. Ten v této bitvě také zahynul a Jiříkovo vojsko bylo poraženo. V nepokojných dobách konce 15. století se Mírov stal základnou loupeživých výbojů zdejších hradních manů jímž byl např. Jan Zoubek ze Zdětína.
V následující době se na zemském soudu domáhali páni ze Zvole navrácení Mírova. Neboť okolní panství vynášelo, těžila se zde železná ruda, pískovec a vápenec, pálilo se dřevěné uhlí a dařilo se i rybníkářství. Teprve panský sjezd v roce 1482 rozhodl o navrácení mírovského zboží Janu a Hynkovi ze Zvole. Zda jej drželi není známo, protože již záhy nato byl hrad již trvale v rukou olomouckých biskupů. Správce biskupství Jan Filipec z Prostějova začal brzy po svém nástupu v roce 1482 s opravami hradu, poškozeného předchozími půtkami. Úpravy přerostly v rozsáhlou přestavbu, jež skončila až v roce 1497 a vtiskla hradu pozdně gotický charakter. Měl nést znaky pohodlnějšího sídla odpovídajícího tehdejší vysoké šlechtě s přihlédnutím k modernější dobývací technice. Na přelomu 15. a 16. století došlo ke změně ve správě panství a tím pádem i ke změně ve funkci hradu. Stal se z vojenského významu ve správní a oblíbeným místem pobytu biskupů. V polovině 16. století pak přešla na Mírov i správa biskupského panství svitavského.
Za biskupa Marka Khuena (1553–1565) došlo k další rozsáhlé přestavbě jíž získal hrad svoji nynější podobu. Bylo vybudováno podkovovité předhradí a původní hradní budovy s věží (horní zámek s kostelem před hradem) byly zapojeny do pásma hradeb. Písemné zprávy o stavebních pracích pocházejí z roku 1559, kdy biskup žádal Petra a Jana ze Žerotína na Šumperku, aby opravili dvě hradní manství, jež drželi. Další zpráva je z roku 1560, kdy byla rozebrána hradní manství po levé straně cesty k hradu a materiál byl použit na zarovnání terénu. Vzhled tehdejšího hradu dokládají zachované hradní inventáře z let 1574–1606. Vzhledem k těmto důkladným přestavbám však nemáme přesnou představu o jeho původním vzhledu. Víme jen, že byl dosti rozsáhlý a měl dvojí pásmo opevnění.
Bratr biskupa Stanislava Pavlovského (1579–1598) Jan Pavlovský z Pavlovic měl panství s hradem v nájmu v letech 1590–1598. Protože hrad ztrácel vojenský význam, začal sloužit spolu s Hukvaldy jako duchovní i světská káznice. Na Mírov byla přesunuta kněžská věznice olomoucké diecéze. Pro vězení byla postavena nová barokní budova. V období stavovského povstání v letech 1618–1620 hájil hrad proti vzbouřeným stavům mírovský hejtman Martin Půhončí z Předmostí. Přestože tehdy povstalo i městečko Mírov a okolní vesnice v panství, hrad uhájil, a za věrnost jej biskup kardinál František z Ditrichštejna jmenoval v roce 1625 regentem všech biskupských statků. Vojenský význam mírovského hradu opět stoupl v období třicetileté války když v roce 1637 byla jeho obrana posílena bombardami.

### Třicetiletá válka (1618–1648)
Přímé válečné nebezpečí dolehlo na Mírov 17. června 1637, kdy jej oblehl předvoj švédských vojsk táhnoucích z Čech na Moravu. O dva dny později přitáhly i hlavní síly pod velením švédského generála Torstensona. Hradní posádka v čele s hejtmanem Alexandrem Vinarským z Kříšova se vzdala. Švédové zde ponechali posádku o síle 150 mužů pod vedením kapitána Izáka Böhma. Na podzim roku 1643 císařská vojska pod velením generála Gallase, pronásledující ustupující Švédy dorazila až k Mírovu a 20. září jej oblehla.
Po tři dny jej ostřelovali z děl a vypuknuvší požár, který zachvátil celý hrad, dal impuls k hlavnímu útoku a jeho dobytí. Mírov pak byl narychlo opraven a opatřen stálou posádkou. Po novém vpádu Švédů na Moravu v roce 1645 byl Mírov opět 5. května obléhán a obléhatelé způsobili hradu velké škody. Posádka se však tentokrát nevzdala a postavila se na urputný odpor a již druhý den donutila Švédy k odchodu. Následující rok dokonce začala mírovská posádka ohrožovat švédskou posádku tábořící v Uničově.
Podle dobového popisu z roku 1663 byl hrad po třicetileté válce ve velmi špatném stavu. S ohledem na turecké nebezpečí se ještě téhož roku opevnění provizorně zpevnilo palisádami. Biskup Karel II. z Lichtenštejna-Kastelkornu (1664–1695) pak v roce 1665 zahájil generální přestavbu, k níž dokonce sám nakreslil plány.

### Barokní přestavby
Výsledkem rozsáhlé dvacet let trvající přestavby byl vznik moderní barokní pevnosti se šesti bastiony. Přestavba obnášela opětné nové vybudování jednotlivých částí objektu – hradního paláce včetně celého vnitřního vybavení, věže s rozsáhlou zbrojnicí a celého předhradí, jak dosvědčuje nápis nad vchodem do hradu datovaný rokem 1679. Součástí úprav bylo i postavení barokního hradního kostela sv. Markéty podle návrhu G. P. Tencally. Přestavba se dotkla i hradeb, které byly upraveny podle zásad moderní barokní fortifikace.
Oproti většině tehdejších panských sídel sledovala úprava Mírova znovu charakter vojenský vzhledem k hrozícímu vpádu Turků. Současně také uspokojovala i nároky na vysoký komfort. V roce 1684 tu biskup Karel založil velkou zbrojnici a shromáždil zde jednak zbraně z předešlého hradního arzenálu a také další nové zbraně získané zejména z bojů s Turky v letech 1663 a 1683. Její velké bohatství dokládají tři inventáře z doby mezi lety 1684–1696 a v letech 1736 a 1785. Ani po přestavbě však hrad neztratil funkci věznice pro duchovní. V letech 1681–1684 zde byl vězněn i šumperský děkan Kryštof Alois Lautner, oběť pověstných velkolosinských čarodějnických inkvizičních procesů.

### Hrad v 18. století
V 18. století ztratil hrad v důsledku nových válečných dobývacích technik vojenský význam a za pruských válek v roce 1741 byla část zbraní zapůjčena na obranu Olomouce, kde se po dobytí stala kořistí Prusů. Rovněž sám hrad byl přepaden a vydrancován bez boje pruským vojskem.
Poté olomoučtí biskupové začali ztrácet zájem o Mírov jako své sídlo a tak sem byla v roce 1761 přeložena z Hukvald kněžská káznice. Pro tento účel byla podle návrhu Jana Antonína Křoupala v roce 1762 postavena u vchodu nová budova. V 70. letech 18. století byla po úderu blesku a následném požáru opravena a snížena hradní věž. V roce 1801 pak byl pro účely kněžské káznice zabrán a upraven celý hrad. Byl tu vězněn mj. i slovinský kněz a buditel Martin Kuralt (1757–1845), který zde nakonec zemřel. Poslední důležitou vojenskou roli hrál Mírov za napoleonských válek, kdy sem 5. prosince 1805 přitáhla od Uničova napoleonská setnina. Hradní posádka o síle asi 10 granátníků však jejich útok odrazila.

### Zřízení státní věznice

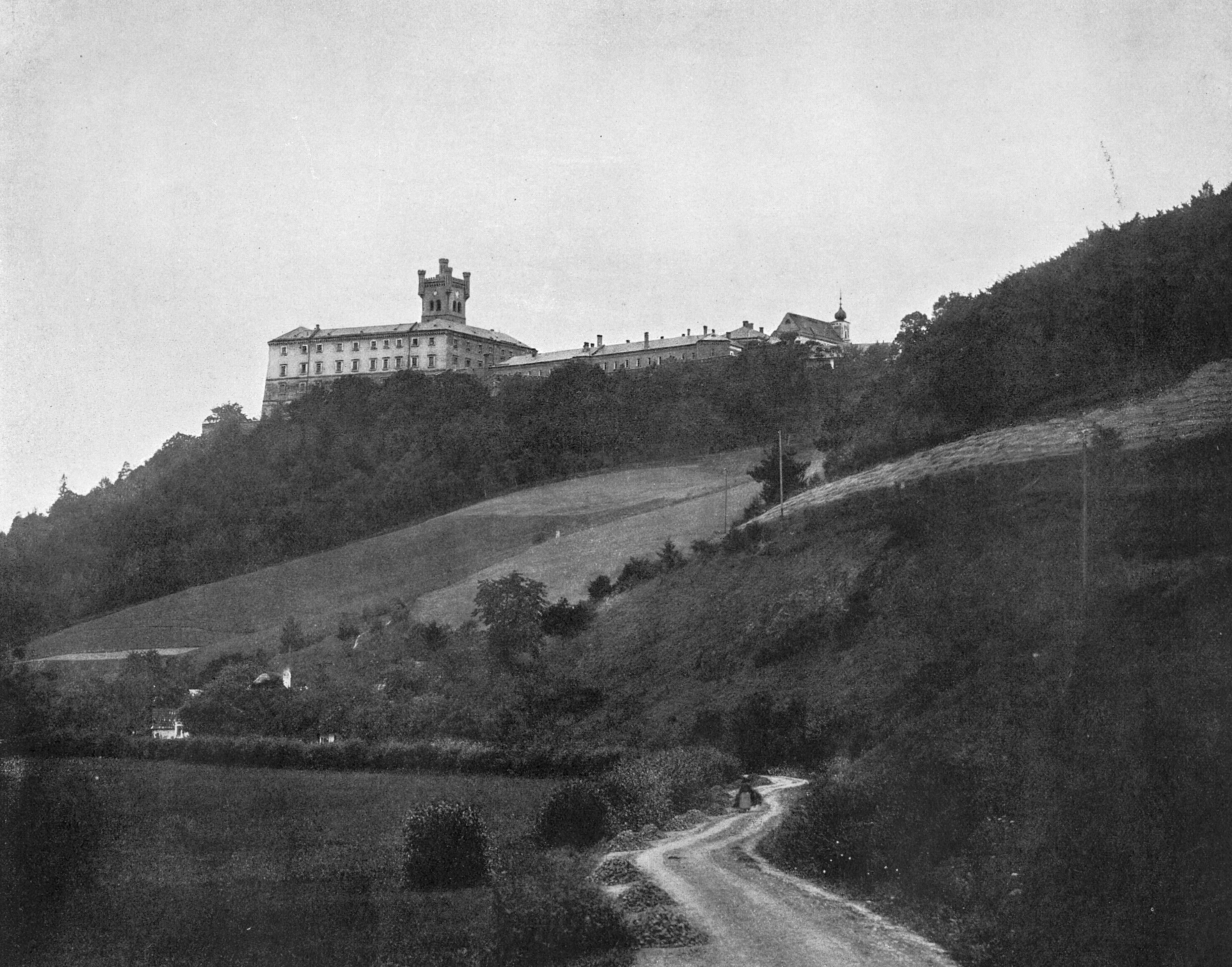
Mírov na fotografii Rudolfa Brunera-Dvořáka (1898)

Po zrušení roboty v roce 1848 ztratil mírovský hrad svoji správní funkci jako středisko patrimonia a přestal sloužit i jako káznice. Nejcennější sbírky byly odvezeny na kroměřížský a chropyňský zámek a zbrojnici rozebrali úředníci a myslivci. Jelikož údržba opuštěného hradu byla značně nákladná a působila velké potíže, prodal jej v roce 1855 olomoucký arcibiskup hrabě Bedřich Fürstenberk (1853–1892) hluboko pod cenou moravskému místodržitelství, které zde po adaptacích v novogotickém stylu v letech 1859–1870 a po přenesení ze Špilberka zřídilo státní věznici. Tehdy hrad získal nynější podobu, avšak řada cenných detailů přitom vzala za své.

## Pověst
K hradu se váže pověst o jeho založení. Za těch prastarých časů žil nedaleko lesa zeman Svatoš s rodinou. Jeho syn Rostislav měl již jako malý chlapec rád okolní hluboké lesy a představoval si maličké skřítky, kteří přebývají v dutinách stromů, pod zemí a v puklinách skal. Jak čas plynul, z malého chlapce se stal mladý muž plný síly, milující les. Jednoho letního odpoledne se Rostislav procházel po lese a za rukáv se mu zachytila trnitá větvička. Odtáhl ji a za keřem spatřil vchod do jeskyně. Zvědavě vlezl dovnitř a zkoumal jeskyni v podzemí.
Velice jej to místo zaujalo a doma o něm všem vypravoval. I Rostislavův otec se začal o jeskyni zajímat. Moravě hrozilo nebezpečí vpádu Tatarů a v podzemí by mohla být dobrá skrýš. Zeman Svatoš svolal ještě toho odpoledne všechny své čeledíny a s Rostislavem odešli ke sluji. Po několika dní tam tvrdě pracovali, hloubili síně pro celou rodinu, čeládku i dobytek. Nakonec vytesali malou kapli. Nikdo by se ani nenadál, že tajný úkryt budou potřebovat tak brzy. Neminulo mnoho času a po celé Moravě řádili Tataři. Vpadli tenkrát i na Svatošův dvorec, ale nikoho kromě jednoho pacholka nenašli. Čeledín to byl tuze proradný, spolčil se s Tatary a ukázal jim tajnou pánovu skrýš.
V tom samém okamžiku se právě všichni usilovně modlili a naslouchali božím slovům stařičkého kněze, který jako jediný zůstával klidný. Zanedlouho Tataři v čele s pacholkem odvalili těžké balvany zakrývající vchod do jeskyně a už se chystali vniknout dovnitř a všechny pobít. Najednou však před nimi vyšlehl oheň a útočníci se dali na ústup. Plameny je zahnaly pryč a zeman byl i s celou rodinou zachráněn. Svatoš se synem potom dlouho pronásledovali Tatary po Moravě, do té doby než byli všichni vyhnáni. Celý kraj děkoval udatnému zemanovi za záchranu a kníže mu věnoval rozlehlý les. Na tom místě nechal Svatoš vystavět mocný hrad a na památku míru, který zavládl Moravou, dostal jméno Mírov.

## Současnost
Hrad neblaze proslul jako věznice i v pozdějších letech. Za nacistické okupace sloužil Mírov jako věznice gestapa. V průběhu druhé světové války zde byli vězni nemocní tuberkulózou zejména Češi a Poláci, převezení sem ze Špilberka, z nichž někteří byli popraveni a pohřbeni na blízkém vězeňském hřbitově. Tam se nachází památník obětí okupace, kde je pohřbeno přes 670 politických vězňů. Po roce 1948 zde byli vězněni členové západního odboje a následujících 40 let političtí odpůrci komunistického režimu. Jako věznice slouží dodnes. Je jedním z nejtěžších žalářů České republiky, kde pobývají vesměs doživotně odsouzení.